# Cratis
Cratis is een geslacht van tweekleppigen uit de  familie van de Philobryidae.

## Soorten
- Cratis antillensis (Dall, 1881)
- Cratis cuboides (Verco, 1907)
- Cratis delicata Bergmans, 1970
- Cratis delicatula Powell, 1937
- Cratis kanekoi Hayami & Kase, 1993
- Cratis miocenica Laws, 1936 †
- Cratis ohashii Hayami & Kase, 1993
- Cratis ovata Marwick, 1931 †
- Cratis pentodon (Aguayo & Borro, 1946)
- Cratis pliocenica Laws, 1936 †
- Cratis progressa Hedley, 1915
- Cratis recapitula (Hedley, 1906)
- Cratis retiaria Powell, 1937
- Cratis thylicus Oliver & Holmes, 2004